# 志場喜徳郎
志場喜徳郎（しば きとくろう、1920年5月29日 - 1994年7月5日）は日本の大蔵官僚。

## 来歴
和歌山県出身。1942年7月 高等試験行政科を合格。東京帝国大学法学部政治学科を卒業し、同年9月に大蔵省入省。主税局国税課。主に税制（主税、国税）畑を歩む。1964年7月3日 国税庁調査査察部長。1966年7月22日 大臣官房財務調査官（証券局担当）。1967年8月4日 東京国税局長。1968年6月15日 日本銀行政策委員会大蔵省代表理事。1969年8月6日 証券局長。1971年6月11日 退官。1972年2月8日 市況情報センター（現：QUICK）社長（〜1984年）。1984年 同会長。1987年1月 QUICK会長（〜1992年）。1992年 QUICK相談役。1994年7月5日 急性心不全で死去。

## 職歴
- 1942年9月：大蔵省入省。主税局国税課[1]。
- 1942年11月：主税局国税第一課。
- 1943年9月：東京財務局。
- 1944年10月：金沢税務署長。
- 1945年6月：熊本財務局経理部長。
- 1946年2月：赤坂税務署長。
- 1946年5月：主税局。
- 1947年6月：大蔵大臣秘書官（事務担当）（〜1948年3月）。
- 1949年6月：国税庁間税部酒税課。
- 1950年6月：国税庁間税部酒税課長補佐。
- 1951年5月：主税局税制課。
- 1952年8月：主税局税制第一課長補佐。
- 1954年6月：東京国税局直税部長。
- 1955年9月：国税庁直税部法人税課長。
- 1958年7月：国税庁直税部所得税課長。
- 1959年6月1日：主税局税制第二課長。
- 1962年7月2日：主税局税制第一課長。
- 1963年5月20日：主税局総務課長。
- 1964年7月3日：国税庁調査査察部長。
- 1966年7月22日：大臣官房財務調査官（証券局担当）。
- 1967年8月4日：東京国税局長。
- 1968年6月15日：日本銀行政策委員会大蔵省代表委員。
- 1969年8月6日：証券局長。
- 1971年6月11日：退官。